# Герб Лоле
Ге́рб Лоле́ — офіційний символ міста Лоле, Португалія. Використовується як територіальний герб. У чорному щиті срібний замок із трьома баштами, пурпуровими вікнами і брамою. З центральної вежі, на якій висить червоний Яківський хрест, виростає зелене лаврове дерево із золотими плодами. У главі щита розміщені голови світлошкірого християнського короля в золотій короні (праворуч) і темношкірого мавританського еміра в срібному тюрбані (ліворуч). Щит увінчує срібна мурована міська корона з п'ятьма вежами.  Під щитом біла стрічка, на якій великими літерами напис португальською: «Loulé» (Лоле).  Офіційно затверджений 1988 року. Створений на основі попереднього містечкового герба, ухваленого 21 вересня 1935 року. 

## Галерея

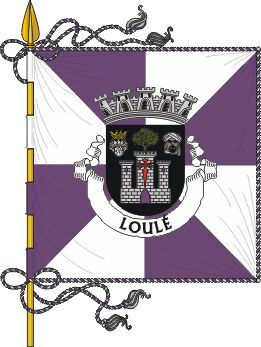
Прапор